# Heitor Villa-Lobos

Heitor Villa-Lobos egy 1952-es tel-avivi koncert után

Heitor Villa-Lobos (1887. március 5. – 1959. november 17.) brazíliai zeneszerző és karmester. A 20. századi brazil komolyzene legfontosabb alakjának tartják. Villa-Lobos minden idők legjobban elismert latin-amerikai zeneszerzője. Számos zenekari, kamarazenei, hangszeres és vokális művet írt. Zenéje részint a brazil népzenén alapul, de sok stílusjegye az európai zenei örökségből ered, mint azt a híres Bachianas brasileiras (Brazil Bach-darabok) is példázzák.

## Életrajza

### Gyermekkora és pályájának kezdete
Apja, Raul művelt könyvtáros, amatőrcsillagász és zenész volt. Villa-Lobos gyermekkorában Brazíliában szociális forradalom és modernizálódás zajlott le, eltörölték a rabszolgaságot és Brazília köztársasággá alakult. A változások tükröződtek a zenei életben is: korábban az európai zene hatása volt az uralkodó és a Conservatório de Música oktatása a hagyományos ellenponton és összhangzattanon alapult. Villa-Lobos nem sokat hasznosított a módszeres tanulásból. Néhány sikertelen zeneelméleti óra után apja által rendezett rendszeres zenei estek zenészeitől leste el titokban a zenei ismereteket. Megtanult gordonkán, gitáron és klarinéton játszani. Amikor apja 1899-ben váratlanul meghalt, azzal segített családjának, hogy színházi és mozizenekarokban játszott.
1905 körül Villa-Lobos elkezdte felfedezni az ismeretlen vidéki Brazíliát, elsősorban zenei kultúráját. Valószínűleg erős túlzások vannak azokban a történetekben, melyeket maga Villa-Lobos mesélt el a rákövetkező tíz év utazásain átélt kalandjairól, például arról, ahogy elfogták a kannibálok, majd sikerült tőlük megszökni. Magába szívta a hatalmas ország sokszínű zenéjét, amely portugál, afrikai és őslakos indián elemeket olvasztott magába. Legelső kompozíciói az ebben a korszakban hallott gitár improvizációkon alapultak.
Villa-Lobos több helyi brazil utcai-zenei bandában játszott, hatottak rá a mozikban játszott kísérőzenék és Ernesto Nazareth tangó és polka improvizációi. Egy ideig egy riói operatársulat csellistája volt, és korai szerzeményei között opera kísérletek is voltak. Arthur Napoleão zongorista és zeneműkiadó bátorítására elhatározta, hogy komolyan komponálni kezd.

### Brazil hatások
1912-ben Villa-Lobos feleségül vette Lucília Guimarães zongoraművészt, befejezte utazásait és komoly zenészként megkezdte pályáját. Első darabjait 1913-ban adta ki. Több kompozícióját 1915 és 1921 között alkalmi kamarahangversenyeken majd zenekari hangversenyeken mutatta be, melyek helyszíne legtöbbször a Rio de Janeiro-i Salão Nobre do Jornal do Comércio (a Kereskedelmi Újság díszterme) volt.
Az ezeken bemutatott zene jól mutatta, hogy sikerült megoldania az ellentmondásos tapasztalatai által okozott a problémákat. Legyőzte hovatartozásának válságát, azaz hogy az európai, vagy a brazil zene határozza-e meg a stílusát. Ez a fordulat 1916-ban történt, abban az évben, amikor az Amazonast és az Uirapurút írta (bár az Amazonast 1929-ig, az 1934-ben befejezett Uirapurút pedig 1935-ig nem mutatták be). Ezekből a művekből áradnak a brazil helyi legendák és a „primitív” folklór.
Az európai hatások továbbra is megihlették Villa-Lobost. Az 1917-ben Brazíliába látogató Szergej Gyagilev balettje óriási hatást gyakorolt rá. Ugyanebben az évben találkozott Darius Milhaud francia zeneszerzővel, aki Paul Claudel titkára volt a francia konzulátuson. Milhaud ismertette meg Debussy, Satie és valószínűleg Igor Stravinsky műveivel, viszonzásképpen Villa-Lobos bemutatta Milhaud-nak a brazil utcai zenét. 1918-ban találkozott a híres zongoristával, Arthur Rubinsteinnel, akivel életre szóló barátságot kötött. Ez a találkozás Villa-Lobost további zongoradarabok írására ösztönözte.
1918 környékén abbahagyta műveinek opus számozását, mivel az úttörő lelkületének gátat szabott. A Carnaval das crianças (Gyermekkarnevál) című, két zongorára írt szvitjével (1919-1920) Villa-Lobos felszabadította stílusát az európai romantikától. A szvit nyolc karaktert vagy jelenetet ábrázol a riói karneválból.
1922 februárjában modern művészeti fesztivált rendeztek São Paulóban, amelyhez Villa-Lobos saját műveinek előadásával járult hozzá. A sajtó ellenséges volt, és a hallgatóság sem méltányolta a műveket. A közönség gúnyolódását váltotta ki az is, hogy egy lábfertőzés miatt papucsot viselt. A fesztivál Villa-Lobos Quarteto simbólicojával fejeződött be, mely a brazil városi életből merítette ihletét. 
1922 júliusában Rubinstein mutatta be a A Prole do Bebê-t (A kisgyermek családja). Nem sokkal korábban zajlott le egy sikertelen puccskísérlet a Copacabana parton. Napokig az összes szórakozóhely zárva volt, és a közönség valószínűleg könnyebb fajsúlyú zenére vágyott, a darabot kifütyülték.Villa-Lobos filozofikus egykedvűséggel vette tudomásul a történteket, Rubinstein úgy emlékezett később vissza, hogy a zeneszerző azt mondta: „Én még mindig túl jó vagyok nekik.” A darabot a „modern brazil zene első maradandó művének” nevezték.
Rubinstein tanácsára Villa-Lobos 1923-ban párizsi látogatást tett. Bevallott célja az volt, hogy bemutassa egzotikus hangzásvilágát, nem pedig a tanulás. Közvetlenül elutazása előtt fejezte be Nonet-jét (tíz hangszerre és kórusra), melynek ősbemutatója megérkezése után a francia fővárosban zajlott le. Párizsban 1923–1924 és 1927–1930 között tartózkodott. Olyan kiválóságokkal találkozott, mint Edgard Varèse, Pablo Picasso, Leopold Stokowski és Aaron Copland. Párizsi hangversenyei nagy feltűnést keltettek. Érdemes megemlíteni, hogy zenekari palettájának ragyogása mély benyomást gyakorolt a fiatal Olivier Messiaenra.
Az 1920-as években Villa-Lobos Andrés Segovia spanyol gitárművésszel is találkozott, aki gitár-leckéket adott neki: a komponista viszonzásképp 12 etűdöt írt, mindegyikben feldolgozva egy apró részletet a brazil "chorões" (utcai vándorzenészek, nevük a portugál 'sírni, panaszkodni' jelentésű 'chorar' szóból ered) zenéjéből, és úgy átformálva, hogy nem érezni didaktikusnak. A chorões voltak az első ihletői a Chôros című sorozatának, melyeket 1920–1929 között írt.

### A Vargas-korszak
1930-ban Villa-Lobos visszatérését tervezte Párizsba. Az akkoriban Brazíliában lezajlott forradalom egyik következménye az volt, hogy nem volt szabad kivinni pénzt az országból, így nem lett volna miből fizetnie külföldi kiadásait. Így kényszerűségből Brazíliában maradt és kárpótlásként hangversenyeket rendezett São Paulo környékén, valamint hazafias és oktató zenét írt. 1932-ben a Superintendência de Educação Musical e Artistica (SEMA, a Zenei és Művészeti Oktatás Főigazgatósága) igazgatója lett, ahol kötelességei közé tartozott olyan hangversenyek szervezése, mint Beethoven Missa Solemnisének és Johann Sebastian Bach h-moll miséjének brazíliai ősbemutatója, brazil kompozíciókkal együtt. A SEMA-ban betöltött tisztsége miatt ebben az időben főleg hazafias és propagandisztikus darabokat írt. A Bachianas brasileiras sorozat üdítő kivételnek számít. 1936-ban a zeneszerző elvált feleségétől.
A Vargas korszak alatt nemcsak hazafias propagandazenét írt, hanem jelentős a pedagógiai és elméleti munkája is. A Guia prático-estudo folclórico (1932.) 2 kötetet és 10 albumot, a Solfegios (1940–1946) 2 kötetet, és a Canto orfeonico (1940-1950) 2 kötetet tartalmazott. Ez utóbbi hazafias dalokat tartalmazott iskolai és polgári használatra. Az 1936-ban forgatott O Descobrimento do Brasil („Brazília felfedezése”) című filmhez írt kísérőzenéjét, mely részleteket tartalmazott korábbi műveiből, később zenekari szvitnek is átdolgozta. 1937-ben írta az első brazil misét, a Missa São Sebastiã-ot két kórusra.
1937 után, amikor Vargas ismét megragadta a hatalmat, a zeneszerző folytatta tömegek számára szánt hazafias darabok írását. 1939. szeptember 7-én, a függetlenség napján 30 000 gyermek énekelte a nemzeti himnuszt és Villa-Lobos szerzeményeit. Az 1943-as ünnepségekre megkomponálta a Dança da terra („A föld tánca”) című balettet, melyet a hatóságok azonban alkalmatlannak találtak mindaddig, amíg át nem dolgozta. Az 1943-as ünnepségeken előadták Villa-Lobos Invocação em defesa da pátria (Felhívás a haza védelmére) című himnuszát röviddel azután, hogy Brazília hadat üzent Németországnak és szövetségeseinek.
Villa-Lobos közvetlen politikai elkötelezettsége sok zenészben, többek között a szeriális iskola követőiben visszatetszést keltett. Ez a krízis részben azoknak a brazil zeneszerzőknek volt köszönhető, akik szükségét érezték, hogy a brazil zenének az európai modellek alóli,  Villa-Lobos által az 1920-as években végrehajtott felszabadítását összebékítsék az általuk univerzálisabbnak érzett zenei irányzattal.

### Az ünnepelt zeneszerző
Vargas 1945-ben megbukott. Villa-Lobos a háború után ismét el tudott utazni külföldre. Visszatért Párizsba és rendszeresen ellátogatott az Amerikai Egyesült Államokba, Nagy-Britanniába és Izraelbe. Rengeteg megbízást kapott, amelyek közül sokat teljesített is megromlott egészsége ellenére. Komponált versenyműveket zongorára, gordonkára (a másodikat 1953-ban), klasszikus gitárra (1951-ben Segoviának, aki nem adta elő 1956-ig, amíg a zeneszerző nem egészítette ki kadenciával is. Írt versenyművet hárfára (1953-ban Nicanor Zabaletának) és harmonikára (1955–56-ban John Sebastian Sr. számára). A Bostoni Szimfonikus Zenekar megrendelésére 1955-ben megírta a 11. szimfóniát. Operát írt Federico García Lorca drámája alapján Yerma címen. Ezeket a műveit komoly kritika érte, banálisnak, „csőd”-nek, a „zongorahangolók orgiájának” minősítették 5. zongoraversenyét.
1958-ban a Metro-Goldwyn-Mayer filmzenét rendelt tőle a Zöld paloták című filmhez, melyben a főszerepet Audrey Hepburn és Anthony Perkins játszotta. Ezen a munkán Villa-Lobos 25 000 $-t keresett, maga vezényelte a felvételt és szinkronizálta a zenét a filmhez. Az MGM a megírt zenének csak egy részét használta fel a filmben, más részeket Bronisław Kaperrel komponáltatta meg. Villa-Lobos az elkészült filmzenéből összeállított egy művet szóló szopránra, kórusra és zenekarra, melynek az Amazonok erdeje címet adta és lemezfelvételt is készített belőle.
1959-ben sok zenész társát maga ellen fordította azzal a kijelentésével, hogy „Brazíliát a középszerűség uralja”. Novemberben Rióban meghalt, állami temetése az utolsó fontos politikai esemény volt a városban, mielőtt a fővárost áthelyezték Brasíliába. Rio de Janeiróban a Cemitério São João Batista temetőben temették el.

## Művei
Villa-Lobos műveinek számát a különböző források 800-1000 között adják meg attól függően. hogy egyes darabokat külön-külön vagy egy nagyobb darab részeiként veszik számba. Az alábbi felsorolás csak a fontosabb zenéket tartalmazza.

### Chôros
- Bevezetés a chôro-k világába (Introdução aos chôros): Ouverture, gitárra és zenekarra (1929)
- No. 1 gitárra (1920)
- No. 2 fuvolára és klarinétre (1921)
- No. 3 ("Pica-pau") férfikarra és/vagy fúvósszeptettre (klarinét, altszaxofon, fagott, 3 kürt és harsona) (1925)
- No. 4 3 kürtre és harsonára (1926)
- No. 5 zongorára (1926) "Alma brasileira"
- No. 6 zenekarra (1926)
- No. 7 ("Settimino") fuvolára, oboára, altszaxofonra, harsonára, hegedűre és gordonkára, valamint rejtett tam-tam-ra (1924)
- No. 8 nagyzenekarra és 2 zongorára (1925)
- No. 9 zenekarra (1929)
- No. 10 ("Rasga o coração") ének és zenekarra (1925)
- No. 11 zongorára és zenekarra (1928)
- No. 12 zenekarra (1929)
- No. 13 2 zenekarra és utcai bandára (1929) (elveszett)
- No. 14 zenekarra, utcai bandára és kórusra (1928) (elveszett)
- Chôros bis, hegedűre és csellóra (1928)

### Bachianas brasileiras
- No. 1 cselló zenekarra (1932)
- No. 2 kamarazenekarra (1933)
- No. 3 zongorára és zenekarra (1934)
- No. 4 zongorára (1930–40, zenekarra átírva 1942)
- No. 5 énekhangra és cselló zenekarra (1938/1945)
- No. 6 fuvolára és fagottra (1938)
- No. 7 zenekarra (1942)
- No. 8 zenekarra (1944)
- No. 9 kórusra és vonószenekarra (1944)

### Versenyművek és egyéb művek zenekarra és szólóhangszerre
- Szvit zongorára és zenekarra (1913)
- Gordonkaverseny no. 1 (1915)
- Momoprécoce, fantázia zongorára és zenekarra (1921)
- Chôros no. 11 zongorára és zenekarra (1928)
- Ciranda das Sete Notas fagottra és vonószenekarra (1933)
- Zongoraverseny no. 1 (1945)
- Fantázia gordonkára és zenekarra (1946)
- Fantázia szopránszaxofonra és vonószenekarra (1948)
- Zongoraverseny no. 2 (1948)
- Gitárverseny (1951)
- Zongoraverseny no. 3 (1952–57)
- Zongoraverseny no. 4 (1952)
- Hárfaverseny (1953)
- Gordonkaverseny no. 2 (1953)
- Zongoraverseny no. 5 (1954)
- Harmónikaverseny (1955)

### Szimfóniák
- No. 1 O Imprevisto, Az előre nem látható (1920)
- No. 2 Ascensão, A mennybemenetel (1917)
- No. 3 A Guerra, A háború (1919)
- No. 4 A Vitória, A győzelem (1919)
- No. 5 A Paz, A béke (1920) (lost)
- No. 6 Montanhas do Brasil, Brazília hegyei (1944)
- No. 7 (1945)
- No. 8 (1950)
- No. 9 (1951)
- No. 10 Amerindia / Sumé Pater Patrium (1952)
- No. 11 (1955)
- No. 12 (1957)

### Egyéb zenekari művek
- Amazonas, balett (1917)
- Uirapuru, szimfonikus költemény (1917)
- Erosão (Erózió), szimfonikus költemény (1950)
- Jones császár, balett (1956)
- Mandu-Carará, profán kantáta (1940)
- O Martirio dos Insetos (A rovarok mártíromsága), hegedűre és zenekarra (1925)
- O Papagaio do Moleque, Az utcagyerek sárkánya (1932).

### Kamarazene
- Quintette en forme de chôros (1928)
- Szonáta-fantázia no. 1 hegedűre és zongorára, Désespérance, Kétségbeesés (1913);
- Szonáta-fantázia no. 2 hegedűre és zongorára (1914);
- Szonáta hegedűre és zongorára no. 3 (1920);
- Trió zongorára és vonósokra no. 1 (1911);
- Trió zongorára és vonósokra no. 2 (1915);
- Trió zongorára és vonósokra no. 3 (1918);
- Trió hegedűre brácsára és csellóra (1945);
- Trió oboára, klarinétre és fagottra (1922);
- Fantaisie concertante zongorára, klarinétre és fagottra (1953);
- Sextuor Mystique, fuvolára, oboára, szaxofonra, hárfára, celestára és gitárra (1917);
- Nonetto, Impressão rápida de todo o Brasil, Gyors benyomások egész Brazíliáról (1923);
- Distribuição de Flores, Virágárusítás, fuvolára és gitárra for (1932).
- Duo oboára és fagottra (1957)

### Vonósnégyesek
- No. 1 (1915)
- No. 2 (1915)
- No. 3 (1917)
- No. 4 (1917)
- No. 5 (1931)
- No. 6 (1938)
- No. 7 (1942)
- No. 8 (1944)
- No. 9 (1945)
- No. 10 (1946)
- No. 11 (1948)
- No. 12 (1950)
- No. 13 (1951)
- No. 14 (1953)
- No. 15 (1954)
- No. 16 (1955)
- No. 17 (1957)
- No. 18 (befejezetlen)

### Operák és musical-ok
- Izaht (1914)
- Magdalena (musical) (1948)
- Yerma (1955)
- A felhők lánya (1957)

### Balettek
- Uirapuru (1917)
- Dança da terra (1939)
- Ruda (1951)
- Teremtés (1954)
- Jones császár (1956)

### Filmzenék
- Descobrimento do Brasil (1938)
- Zöld kastélyok (1959)

### Zongoradarabok
- Ibericarabe (1914)
- Suite Infantil
- Suite floral (1918)
- A Prole do Bebê nº 1 (1918)
- A Lenda do Caboclo (1920)
- A Prole do Bebê nº 2 (1922)
- Sul America (1925)
- 16 Cirandas (1926)
- Francette et Pià (1932)
- Valsa da dor (1932)
- As Três Marias
- Ciclo brasileiro (1936–37)
- Plantio do caboclo, A paraszt vetése
- Impressões seresteiras, A szerenádot játszó zenész benyomásai
- Festa no sertão, Ünnep a sivatagban
- Dança do Índio Branco, A fehér indián tánca
- Rudêpoema (1921–26)

### Szólógitár
- Choros No.1 (1920)
- Suite Populaire Bresilienne (1908-1912), 1.Mazurka-Choro 2.Skót-Choro 3.Valsa-Choro 4.Gavotta-Choro 5.Chorinho
- Douze Etudes (1929)
- Cinq Preludes (1940)

## Fordítás
- Ez a szócikk részben vagy egészben  a   Heitor Villa-Lobos című angol Wikipédia-szócikk fordításán alapul.  Az eredeti cikk szerkesztőit annak laptörténete sorolja fel. Ez a jelzés csupán a megfogalmazás eredetét és a szerzői jogokat jelzi, nem szolgál a cikkben szereplő információk forrásmegjelöléseként.